# OAP Bratislava
Der OAP Bratislava oder Oddiel Armádnych Pretekárov Bratislava war ein Fußballverein aus der slowakischen Hauptstadt Bratislava. Der Verein wurde 1940 gegründet und ist 1945 aufgelöst worden. Der Verein stieg in der Saison 1941/42 in die 1. slowakische Liga auf. Der größte Erfolg war der Gewinn der Meisterschaft der Slowakei in der Saison 1942/43. In der Saison 1943/44 war OAP Zweiter in der 1. slowakischen Liga. Alle Fußballspieler, die als Soldaten eingezogen waren, mussten in einem Armeeverein spielen, der beste in der Slowakei war der OAP Bratislava.

## Erfolge
- Slowakischer Meister: 1942/43

## Bekannte Spieler
- Jozef Marko
- Viliam Vanák